# 可喜杜鹃
可喜杜鹃（学名：Rhododendron dichroanthum sp. apodectum）为杜鹃花科杜鹃花属下的一个亚种。

## 扩展阅读
- 維基物種上的相關：可喜杜鹃